# خرگوش‌سان بزرگ مینورکا
خرگوش‌سان بزرگ مینورکا (نام علمی: Nuralagus rex) نام یک سرده از تیره خرگوشان است.